# Gens (czasopismo)
Gens – rocznik wydawany nieprzerwanie od 1990 roku przez Towarzystwo Genealogiczno-Heraldyczne w Poznaniu. Ukazują się w nim artykuły oraz publikacje naukowe poświęcone genealogii i heraldyce. Autorami są członkowie i sympatycy Towarzystwa. W minionym miesiącu ukazał się numer za 2019 rok.  